# Cape Plenty
Cape Plenty är en udde i Antarktis. Den ligger i Sydshetlandsöarna. Argentina, Chile och Storbritannien gör anspråk på området.
Terrängen inåt land är platt norrut, men åt nordväst är den kuperad. Trakten är obefolkad. 